# Conclave del 1185
Il conclave del 1185 venne convocato il 25 novembre 1185 a seguito del decesso di papa Lucio III. Esso si concluse con l'elezione al Soglio Pontificio del cardinale Uberto Crivelli di Milano che prese il nome di Urbano III.

## Antefatti
Papa Lucio III morì a Verona il 25 novembre 1185, in età piuttosto avanzata. Lo stesso giorno 18 cardinali presenti al suo letto di morte iniziarono le procedure per l'elezione del successore. Altre fonti danno il Sacro Collegio di allora composto da 35 cardinali aventi diritto a partecipare alla elezione del papa, di cui 27 presenti ed 8 assenti. La maggioranza di loro proveniva dal Norditalia e formava una fazione fortemente antimperiale, mentre molti cardinali di tendenza moderata (in gran parte romani) erano assenti. In tali circostanze, i cardinali del Norditalia si assicurarono rapidamente l'elezione di uno dei loro, l'arcivescovo di Milano Uberto Crivelli. Egli venne eletto all'unanimità ma al secondo scrutinio, dopo che al primo scrutinio era stato eletto il cardinale Henri de Marsiac, O.Cist., che tuttavia aveva rifiutato la carica, e prese il nome di papa Urbano III.
Venne incoronato nella stessa Verona il 1º dicembre 1185. Dopo la sua incoronazione egli mantenne l'amministrazione della sede metropolitana di Milano, presumibilmente per impedire all'imperatore Federico Barbarossa di incamerare le prebende connesse all'arcidiocesi durante il periodo di vacanza.

## Elenco dei partecipanti
Alla morte di papa Lucio III il Sacro Collegio era composto probabilmente da 26 cardinali. In base alla controfirma delle bolle papali emesse tra l'11 novembre ed il 16 dicembre 1185 l'elenco degli elettori è stato ricostruito come segue:

### Presenti in Conclave
| Nome                                  | Luogo di nascita        | Titolo cardinalizio                             | Ruolo                                                                                             | Nascita  | Concistoro |
| ------------------------------------- | ----------------------- | ----------------------------------------------- | ------------------------------------------------------------------------------------------------- | -------- | ---------- |
| Konrad von Wittelsbach                | Ducato di Baviera       | Cardinale vescovo di Sabina                     | Decano del collegio cardinalizio; Arcivescovo metropolita di Magonza; Arcicancelliere di Germania | 1125     | 11/1163    |
| Teodino di Arrone                     | Stato Pontificio        | Cardinale vescovo di Porto e Santa Rufina       | Legato pontificio in Inghilterra                                                                  |          | 12/1165    |
| Henri de Marsiac, O.Cist.             | Regno di Francia        | Cardinale vescovo di Albano                     | Legato pontificio in Francia; Abate emerito di Chiaravalle                                        | 1136     | 03/1179    |
| Rolando Paparoni                      | Repubblica di Pisa      | Cardinale diacono di Santa Maria in Portico     | Vescovo di Dol                                                                                    |          | 03/1185    |
| Teodobaldo di Vermandois, O.S.B.Clun. | Regno di Francia        | Vescovo di Ostia e di Velletri                  | Abate di Cluny                                                                                    | 1110 ca. | 03/1171    |
| Ardicio Rivoltella                    | Libero comune di Milano | Cardinale diacono di San Teodoro                | Legato pontificio in Lombardia; Prelato della chiesa di Piadena                                   |          | 09/1155    |
| Alberto di Morra                      | Benevento               | Cardinale presbitero di San Lorenzo in Lucina   | Cardinale protopresbitero; Datario di Sua Santità                                                 | 1100     | 09/1155    |
| Ridolfo Nigelli                       | Repubblica di Pisa      | Cardinale diacono di San Giorgio in Velabro     | Legato pontificio                                                                                 |          | 03/1185    |
| Albino da Milano                      | Libero comune di Milano | Santa Croce in Gerusalemme                      | Canonista                                                                                         |          | 06/1182    |
| Giovanni da Anagni                    | Stato Pontificio        | Cardinale presbitero di S. Marco                |                                                                                                   | 1120 ca. | 02/1159    |
| Laborante di Panormo                  | Repubblica di Firenze   | Cardinale presbitero di S. Maria in Trastevere  | Magister in Diritto Canonico                                                                      | 1123 ca. | 03/1171    |
| Uberto Crivelli                       | Libero comune di Milano | San Lorenzo in Damaso; eletto papa              | Vescovo di Vercelli                                                                               | 1120     | 09/1173    |
| Pandolfo da Lucca                     | Repubblica di Lucca     | Cardinale presbitero dei Santi XII Apostoli     | Magister in diritto canonico                                                                      | 1140 ca. | 06/1182    |
| Pietro Diana                          | Piacenza                | Cardinale diacono di San Nicola in Carcere      | Legato pontificio in Lombardia                                                                    |          | 03/1185    |
| Soffredo Errico Gaetani               | Pistoia                 | Cardinale diacono di Santa Maria in Via Lata    | Legato pontificio in Francia                                                                      |          | 06/1182    |
| Migliore di Pisa, O.S.B.Vall.         | Repubblica di Pisa      | Cardinale presbitero dei Santi Giovanni e Paolo | Camerlengo emerito di Santa Romana Chiesa; Arcidiacono di Laon e Reims                            | 1135 ca. | 03/1185    |
| Adelardo Cattaneo                     | Marca di Verona         | Cardinale presbitero di San Marcello            | Canonico del capitolo della cattedrale di Verona                                                  | 1122     | 03/1185    |
| Graziano                              | Repubblica di Pisa      | Cardinale diacono dei Santi Cosma e Damiano     | Legato pontificio in Inghilterra; nipote di Papa Eugenio III                                      |          | 03/1178    |

### Cardinali assenti
| Nome                              | Luogo di nascita    | Titolo cardinalizio                                             | Ruolo                                                                                  | Nascita | Concistoro |
| --------------------------------- | ------------------- | --------------------------------------------------------------- | -------------------------------------------------------------------------------------- | ------- | ---------- |
| Paolo Scolari                     | Stato Pontificio    | Cardinale vescovo di Palestrina                                 | Arciprete della Basilica Liberiana; futuro papa Clemente III nel dicembre 1187         | 1130    | 09/1179    |
| Pietro de Bono, C.R.S.M.R.        | Marca di Verona     | Cardinale presbitero di S. Susanna                              | Legato pontificio in Sicilia                                                           |         | 12/1165    |
| Vibiano Tommasi                   | Stato Pontificio    | Cardinale presbitero di Santo Stefano al Monte Celio            |                                                                                        |         | 03/1175    |
| Giacinto di Pietro di Bobone      | Stato Pontificio    | Cardinale diacono di Santa Maria in Cosmedin                    | Cardinale protodiacono; futuro papa Celestino III nel 1191                             | 1106    | 02/1144    |
| Gerardo Allucingoli               | Repubblica di Lucca | Cardinale diacono di Sant'Adriano al Foro                       | Rettore di Benevento; nipote di Lucio III                                              |         | 06/1182    |
| Andrea Bobone                     | Stato Pontificio    | Cardinale diacono di Sant'Angelo in Pescheria                   | Legato pontificio in Francia                                                           |         | 12/1182    |
| Guillaume de Champagne            | Regno di Francia    | Cardinale presbitero di Santa Sabina; Cardinale Protopresbitero | Arcivescovo di Reims; Reggente del Regno di Francia; Arciprete della Basilica Vaticana | 1135    | 03/1179    |
| Ottaviano Poli dei conti di Segni | Stato Pontificio    | Cardinale diacono dei Santi Sergio e Bacco                      | Legato pontificio emerito in Inghilterra                                               |         | 06/1182    |
| Rogerio O.S.B. Cas.               | Stato Pontificio    | Cardinale presbitero di Sant'Eusebio                            | Arcivescovo metropolita di Benevento                                                   |         | 03/1178    |